# Salles-de-Belvès
Salles-de-Belvès település Franciaországban, Dordogne megyében. Lakosainak száma 77 fő (2022. január 1.). Salles-de-Belvès Larzac, Sainte-Foy-de-Belvès, Mazeyrolles, Capdrot és Pays-de-Belvès községekkel határos.

## Népesség
A település népessége az elmúlt években az alábbi módon változott:
| Lakosok száma | 74   | 84   | 68   | 66   | 76   | 72   | 71   | 72   | 73   | 77   |
|               | 1968 | 1982 | 1990 | 2006 | 2013 | 2015 | 2017 | 2019 | 2020 | 2022 |